# Подвійний форсаж
«Подвійний форсаж» (англ. 2 Fast 2 Furious) — кримінальний бойовик 2003 року, знятий режисером Джоном Синглтоном.
Зйомки картини почалися 9 вересня 2002 року в Маямі. Прем'єра фільму в США відбулася 3 червня 2003 року, а в Росії на широкі екрани фільм вийшов опісля майже півтора місяця — 21 липня.
Головна зірка першого «Форсажа» Він Дізель вибув з проєкту після запиту дуже великого гонорару (понад 20 млн. $). У головних ролях знялися: Пол Вокер, Єва Мендес, Тайріз Гібсон, Джеймс Ремар, Коул Хаузер, Ludacris і Девон Аокі.
Спочатку картина повинна була називатися «The Fast and the Furious 2», але для більшої крутості назва була перероблена в «2 Fast 2 Furious». У 2004 році фільм був номінований на премію «Золота малина» в категоріях «Гірший рімейк/сиквел» і «Гірша спроба зняти актуальний фільм».

## Сюжет
Колишній поліцейський Браян О'Коннор два роки потому став простим вуличним гонщиком. Він ганяє вулицями Маямі. Після одного із заїздів його з допомогою нейтралізаторів ловить поліція. Колишній шеф Браяна замість в'язниці дає йому завдання під прикриттям: впровадитися і викрити наркоторговця Картера Верона. О'Коннор бере собі в помічники Романа Пірса, який вважає, що саме Браян винен у тому, що він під домашнім арештом.
Браян і Роман прибувають на місце і знайомляться зі зв'язковим ФБР Монікою Фуентес. Діставшись до особняка Верона, хлопці отримують завдання поряд з іншими кандидатами на роботу: знайти на штрафмайданчику червону Ferrari і забрати звідти пакет. Браян і Роман першими дістаються до стоянки й забирають пакет, але поліція їх відстежила і перехопила на парковці, чим викликала підозру у Картера щодо Браяна. Втім, пара успішно справляється із завданням і повертає пакет Верону, в якому була лише сигара. Верон розповідає, що їм треба перевезти сумки із грішми на аеродром.
Отримавши час для відпочинку, Браян навідується до свого друга Теджа Паркера і з'ясовує, що поліція вставила жучки у двигуни автомобілів, тому й знайшла їх на стоянці. Дізнавшись про завдання, хлопці вирішують провести свою операцію і втекти із грішми Верона. Для цього їм потрібні ще машини. З величезними труднощами Браян і Роман виграють їх у суперників за завданням з Феррарі. Цими машинами виявляються Chevrolet Camaro SS і Dodge Challenger.
Тим часом зустрівшись із друзями у нічному клубі, Верон катує шефа місцевої поліції, добивається для себе 15-хвилинного вікна для вивезення грошей і приставляє до Браяна та Романа на час завдання своїх охоронців. З допомогою своїх знайомих О'Коннор придумує, як позбавитися від охоронців і відвернути увагу поліції. На ранок Моніка повідомляє Браяну, що Верон вирішив убити обох після завдання, оскільки став здогадуватися про їхні зв'язки з ФБР.
У день перевезення шеф поліції не стримує своєї обіцянки та починає переслідування Браяна і Романа. Діставшись до потрібного місця і змінивши машини, обидва тікають від уваги поліції й розділяються. Роман викидає свого пасажира з допомогою катапульти на закису азоту, вбудованого в пасажирське сидіння, і їде до аеродрому. Браян теж їде до аеродрому, але його пасажир говорить, що їм треба не на аеродром. О'Коннор прибуває на пірс, де стоїть яхта Верона. Охоронець ледь не застрелив Браяна, але становище рятує Роман, своєчасно прийшовши на допомогу. Перебуваючи за кермом Chevrolet Camaro SS, вони стрибають з трампліна на яхту, причому, вельми невдало (Роман ламає руку). Верон вже готовий був вбити друзів з дробовика, але Браян встигає вистрелити з пістолета йому в плече. Картер знешкоджений (його відволікає Моніка Фуентес, забравши зброю) і його забирає ФБР. Віддавши сумки з грішми федеральним агентам, Браян і Роман заслужили зняття покарань. Однак Роман кілька пачок доларів таки привласнив.

## У ролях
| Актор            | Роль                                 |
| ---------------- | ------------------------------------ |
| Пол Вокер        | Брайн О’Коннер                       |
| Тайріз Гібсон    | Роман Пірс                           |
| Єва Мендес       | Моніка Фуєнтес                       |
| Коул Хаузер      | Картер Верона                        |
| Ludacris         | Тедж                                 |
| Девон Аокі       | С'юкі                                |
| Джеймс Ремар     | агент Маркхем                        |
| Том Беррі        | агент Білкінс                        |
| Аморі Ноласко    | Оранж Джуліус (гонщик на Mazda RX-7) |
| Марк Бун Джуніор | детектив Вайтворф                    |
| Мо Галліні       | Енріке                               |
| Роберто Санчес   | Роберто                              |
| Джін Онг         | Джиммі                               |
| Едвард Фінлей    | агент Данн                           |
| Майкл Ілі        | Слеп Джек                            |
| Джон Ченатьемпо  | Корпі                                |
| Ерік Єтебарі     | Дерден                               |

## Цікаві факти
- З фільму був вирізаний ролик, коли Брайн О'Коннером переїжджає з Лос-Анджелеса в Маямі. У цьому ролику показано, як О'Коннером купує собі Nissan Skyline GT-R, на якому він бере участь у першій гонці фільму.
- Після зйомок фільму Пол Вокер отримав у подарунок Nissan Skyline, який був показаний на початку фільму.
- Пол Вокер отримав премію Teen Choice Awards у номінації «Найяскравіший любовний роман». Премія дісталася Вокеру і його машині Nissan Skyline.
- З першого «Форсажу» в новий фільм разом із Брайном перекочував і його колишній начальник — агент Білкінс (Том Беррі).
- В оригіналі ім'я гонщиці Суші — Suki, що можна перекласти з японської як «любов».
- Ім'я Моніка Фуентес належить американській порноакторці.

## Саундтреки
- «Like a Pimp» У виконанні: David Banner та Lil' Flip.

Автори: David Banner, Barry White, Chad Butler, Bun B.
- «Peel Off» У виконанні: Jin Auyeung.

Автори: Jin Auyeung & Anthony Parino.
- «Rollin' on 20's» У виконанні: Lil' Flip.

Автори: Lil' Flip, Anthony Sears та Chris Gallien.
- «Act a Fool» У виконанні: Ludacris.

Автори: Ludacris, Keith McMasters.
- «Represent» У виконанні: Trick Daddy.

Автори: Trick Daddy та Carlos Hernandez.
- «Oye» У виконанні: Pitbull.

Автори: Hugo Diuaz, Luis Diaz, Pitbull, Steven Trujillo.
- «Deport Them» У виконанні: Sean Paul.

Автори: Sean Paul, Tony Kelly.
- «Ride» У виконанні: Maurice Sinclair.

Автори: Maurice Sinclair.
- «Peter Piper» У виконанні: Run-D.M.C.

Автори: Darryl McDaniels, Joseph Simmons.
- «Pick Up the Phone» У виконанні: Tyrese Gibson, Ludacris та R. Kelly.

Автори: R. Kelly, Ludacris.
- «Block Reincarnated» У виконанні: Shawnna та Jason Harrow.

Автори: Shawnna, Jason Harrow, Keith McMasters.
- «Hands in the Air» У виконанні: Eightball.

Автори: Premro V. Smith, DeWayne «Big Du» Martin, Darren «Milwaukee Black» Jordan.
- «Pump It Up» У виконанні: Joe Budden.

Автори: Joe Budden, Justin Smith, George Funky Brown, Robert Kool Bell, Ronald Bell, Robert Spike Mickens, Claydes Smith, Richard *Westfield, Dennis D.T. Thomas.
- «Miami» У виконанні: K'Jon.

Автори: Kelvin Johnson та Keith McMasters.
- «On & On & On» У виконанні: Dungeon Family.

Автори: David A. Sheats, Sonny Bono, Erin Johnson', 'Big Boi,
- André Benjamin, Goodie Mob, Big Gipp, T-Mo, Khujo.
- «Get Out the Way» У виконанні: Kali Slimm.

Автори: Michael Taliferro, Brandon Washington.